# Grevskapet Barcelona
För andra betydelser, se Barcelona.
Grevskapet Barcelona (latin: Comtatus Barcinonensis; katalanska: Comtat de Barcelona) var ursprungligen en gränsregion under karolingiskt styre. I slutet av 900-talet var grevarna av Barcelona de facto självständiga, arvsfurstar i ständigt krig med det islamiska kalifatet Córdoba och dess efterföljare. Via familjeallianser och avtal skaffade grevarna kontroll över ett antal andra omgivande områden (idag del av Katalonien), och man utsträckte sitt inflytande även norr om Pyrenéerna.
År 1164 gick grevskapet i personalunion med kungariket Aragonien. Grevskapet fortsatte sin historia som del av denna konfederation under namnet furstendömet Katalonien, där den ekonomiskt viktiga hamnstaden Barcelona spelade stor roll för konferationens vidare utveckling.

## Historia

### Ursprung
Grevskapets ursprung står att finna till det tidiga 700-talet, när muslimer tog över kontrollen över de nordliga delarna av Visigoternas kungadöme, vilket då omfattade områden på båda sidor om Pyrenéerna. Efter att man stoppat den fortsatta muslimska expansionen mot norr skapade Frankerriket Spanska Mark (latin: Marca Hispanica), ett gränsland mellan de stora kristna riket i norr och motsvarande muslimska välde på Iberiska halvön. De av kristna återerövrade områdena befolkades av folk från Septimania, ett område motsvarande 1900-talets Languedoc-Roussillon
Resultatet blev en buffertzon mellan rikena i norr och söder.

### Frankiskt styre
Regionen kom att domineras av franker, efter 785 års erövring av Girona (samtidigt som Spanska Mark etablerades) och än mer efter 801 års dito av staden Barcelona. Området inkorporerades därefter i Frankerriket. Grevskapet Barcelona etablerades därpå, med rapportskyldighet (såsom markgreve) gentemot Frankerrikets kung. Den förste greven av Barcelona var Bera (801–820).
Ursprungligen vilade områdets auktoritet på den lokala adeln. Beras nya regler, som antagits i ett försök att hålla fred med det muslimska Al-Andalus, ledde dock till att han anklagades för förräderi. Efter att han förlorat en duell (utlyst enligt visigotisk lag) avsattes Bera, som därefter fick gå i landsflykt. Styret över regionen övertogs av frankiska adelsmän som Rampón eller Bernardo av Septimanien. Den visigotiska adeln återvann dock kungens förtroende efter att de 844 utnämnde Sunifred till greve av Barcelona.

### Självstyre och enande

Översikt över de olika katalanska grevskapen.

De katalanska områdenas kopplingarna till den frankiska monarkin hade dock blivit svagare. Det lokala självstyret stärktes när familjer i de olika länen (se vegueria och comarca) började hävda sin arvsrätt, och samtidigt inleddes en process till enande av de olika mindre områdena i större enheter.
Wilfred den hårige, Sunifreds son och den siste greven som tillsattes av frankerkungen, ledde denna process. Han förenade ett antal län under sitt styre och överförde dem som arv till sina barn. Wilfred dog senare i strid mot muslimer.

### Självständighet
Under 900-talet stärkte grevarna av Barcelona sin makt och politiska auktoritet, samtidigt som de distanserade sig från frankernas inflytande. År 985 attackerades och brändes Barcelona av muslimerna under Al-Mansur Ibn Abi Amir, och den härskande greven Borrell II tvangs ta sin tillflykt i bergsmassivet Montserrat i väntan på hjälp från frankerkungen. Hjälpen kom dock aldrig.
988 avslutades karolingernas tid som härskare över Frankerriket (dess västliga del), och den capetingiska dynastin tog över. Borrell II förutsattes svära trohetsed till den nye frankerkungen, men inget bevis för att greven hörsammade den begäran finns upptecknad. Frankerkungen var själv tvungen att bege sig norröver för att lösa en uppkommen konflikt. Detta har tolkats som begynnelsen av en de facto-självständighet för grevskapet. Full självständighet erhölls dock först 1258, under Jakob I av Aragonien och i samband med Avtalet i Corbeil.
Därefter växte Grevskapet Barcelona i betydelse, och man expanderade sitt territorium under de följande grevarna. Grevskapet erövrade andra iberiska län/områden och expanderade långsamt mot söder som ett resultat av sina ständiga strider mot Al-Andalus och återbefolkandet av regioner som Tarrona och den omgivande landsbygden.
Borrell II följdes som greve av sonen Ramon Berenguer I, vars mor var den inflytelserika Ermessenda av Carcassonne. Ramon Berenguer I stärkte grevskapets makt genom att bland annat underkuva de upproriska adelsmännen i Penedès, samarbeta med grevarna av Urgell, lägga under sig grevskapen runt Carcassonne och Rasez, och förnya den lokala lagen och därigenom lägga grunden för Barcelonas regler (som Kataloniens statuter senare utgick från).
I sitt testamente bestämde Ramon Berenguer I att inte dela upp området igen, utan att låta överföra ett enat styre till sina två tvillingsöner Ramon Berenguer II och Berenguer Ramon II.
Därefter följde en kris förorsakad av mordet på Ramon Berenguer II och anklagelser om brödramord mot hans bror (som dog i Första korståget). Ramon Berenguer II:s son och arvinge Ramon Berenguer III klarade dock av att konsolidera sin makt och att dessutom utöka grevskapets yta. Han erövrade delar av grevskapet Empúries och försökte som ledare av en stor allians erövra Mallorca. Detta sista företag fick dock avbrytas på grund av de almoravidiska truppernas avancemang norrut genom Iberiska halvön. Han mottog genom arv grevskapet Besalú och kungariket Sardinien, samtidigt som han expanderade i riktning mot Lleida och Tarragona. Genom äktenskapet 1122 med grevinnan Dolça kunde Ramon Berenguer III också införliva grevskapet Provence.

### Aragoniska kronans födelse
Genom 1137 års giftermål mellan Barcelonas Ramon Berenguer IV och Petronella av Aragonien förenades två regerande dynastier – grevarna av Barcelona och det kungliga huset av kungariket Aragonien. Ramon Berenguer IV var därefter fram till sin död både greve av Barcelona och prins av Aragonien. Sonen Alfons II av Aragonien var den förste som samtidigt innehade titlarna som kung av Aragonien och greve av Barcelona. Varje territorium som var del av konfederationen behöll dock sina traditioner, lagar, valuta och statsinstitutioner.
Under 1200- och 1300-talet styrdes grevskapet (då som Furstendömet Katalonien) fortfarande av kungarna av Aragonien, men när Martin I av Aragonien 1410 avled utan ättlingar utslocknade Barcelonas kungaätt. Som ett resultat av Caspe-överenskommelsen två år senare överläts styret över grevskapet till Huset Trastámara, som sedan 1369 styrt över Kastilien. Därmed minskade det katalanska inflytandet över Aragonska kronan, vilket var inledningen till en lång nedgång för Katalonien som maktfaktor.
Den förste medlemmen av huset Trastámara som kom att styra över grevskapet var Ferdinand I av Aragonien. Senare, när hans barnbarn Ferdinand II av Aragonien ingick äktenskap med Isabella I av Kastilien och därefter kröntes som kung, skedde en personalunion mellan Aragonska kronan och Kastilien. Detta etablerade den nya staten Spanien och det successiva inlemmandet av grevskapet som en av många delar i det snart Habsburg-styrda riket.

### Grevskapets upphörande
Trots enandet av landet under den spanske kungen, fortsatte grevskapet Barcelonas lag att gälla fram till dess avskaffande 1714 i samband med Nueva Planta-dekreten under efterspelet av Spanska tronföljdskriget. Därmed upphörde grevskapet att vara en politisk enhet.
En ny lag som gällde Katalonien etablerades därefter först i samband med de katalanska autonomistatuterna från 1932, 1979 respektive 2006. Titeln som greve av Barcelona har även blivit del av den regerande spanske kungens titulatur.